# Cândido Tavares
Cândido Coelho Tavares (Seixal, 30 de dezembro de 1911 - Seixal, 18 de Junho de 1997) Foi um treinador de futebol português, que conquistou a Taça de Portugal na época 1951/52 ao serviço do Benfica.
Cândido Tavares foi escolhido para render o inglês Ted Smith pela segunda vez nessa temporada, pois em dezembro de 1951 o técnico principal tinha regressado a Inglaterra sem dar qualquer satisfação aos dirigentes do Benfica, tendo depois regressado em março como se nada fosse para reassumir o cargo.
Na altura, os dirigentes não deram qualquer explicação para o sucedido, mas a verdade é que assim que terminou o campeonato, Smith foi demitido, cabendo a Tavares liderar a equipa nos jogos da Taça de Portugal (na altura disputava-se após o término do campeonato). Foram sete jogos com cinco vitórias, a última das quais na final do Jamor frente ao Sporting, por 5-4. O jornal a A Bola trouxe à sua capa no dia 16 de maio de 1952 um fotografia de Cândido Tavares a abraçar os jogadores do Benfica após a final.,,,
Cândido Tavares tornava-se assim o primeiro treinador português a ganhar um troféu oficial nacional pelo Sport Lisboa e Benfica.
Na época seguinte, 1952/53 com a chegada do argentino Alberto Zozaya, abandonaria o comAndo técnico dos encarnados e assinaria pelo Vitória de Guimarães, onde fez uma primeira época mediana, conseguindo um oitavo lugar e umas meias-finais da taça. No entanto, as coisas já não lhe saíram bem na época 1953/54, tendo a equipa minhota descido de divisão. No entanto, Cândido Tavares chamou a atenção do Lusitano de Évora que contratou o seu ex-guarda-redes e basquetebolista para orientar a equipa na época 1954/55, onde teve como grande proeza eliminar o FC Porto da Taça de Portugal no recém inaugurado Estádio da Antas.
A Câmara Municipal do Seixal, sua terra natal, dedicou-lhe a Rua Cândido Tavares.

## Títulos
- Taça de Portugal: 1951–52